# Niepkuhlen (Naturschutzgebiet)
Koordinaten: 51° 23′ 16″ N, 6° 33′ 34″ O

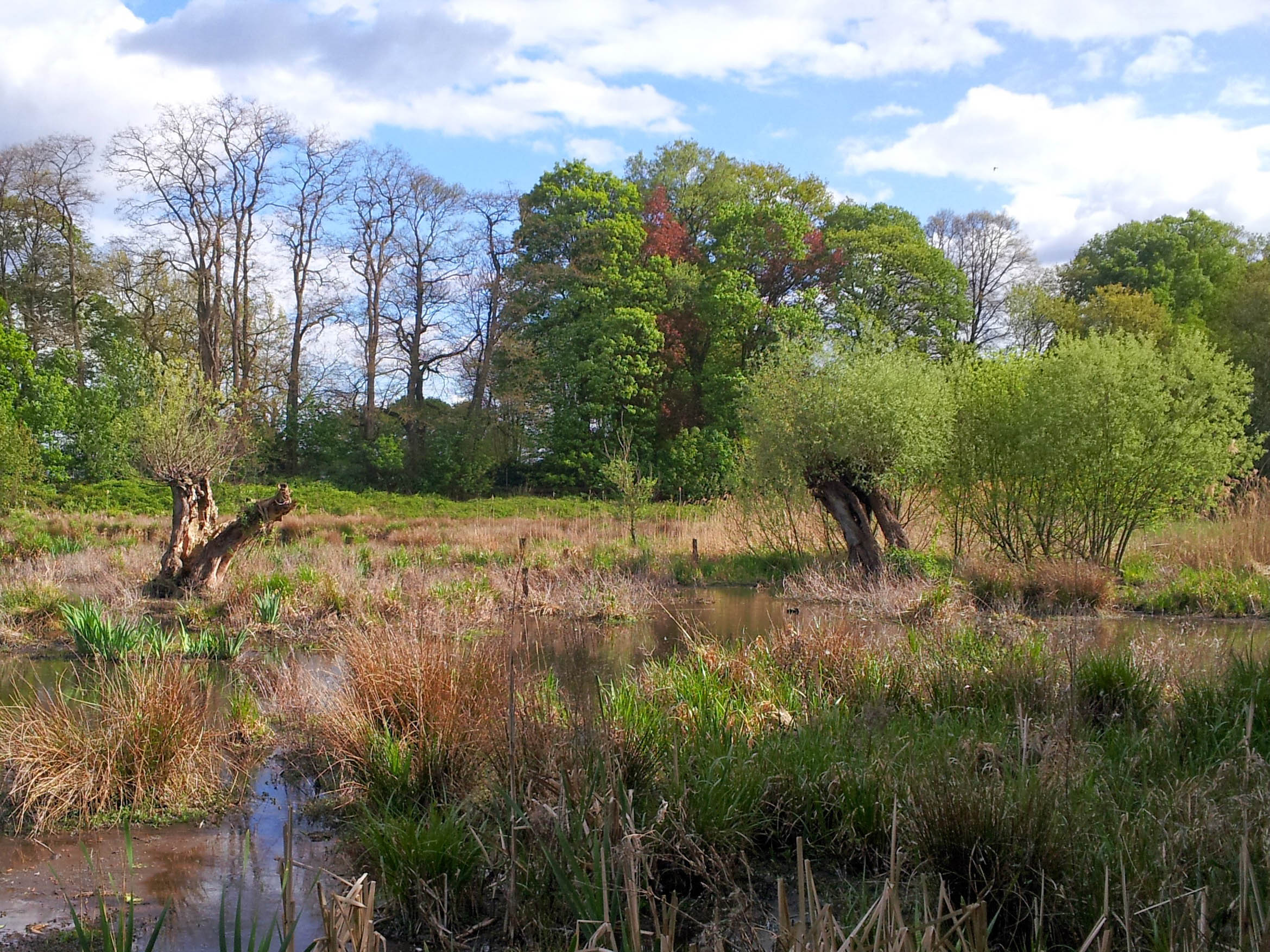
Naturschutzgebiet Niepkuhlen (April 2014)

Das Naturschutzgebiet Niepkuhlen liegt auf dem Gebiet der kreisfreien Stadt Krefeld in Nordrhein-Westfalen. 
Das Gebiet erstreckt sich nördlich der Kernstadt von Krefeld und südlich von Niep, einem Stadtteil von Neukirchen-Vluyn im Kreis Wesel, entlang der Niep, einer verlandeten Altstromrinne des Rheines. Westlich des Gebietes verläuft die Landesstraße L 475. Westlich erstreckt sich das 422,1 ha große Naturschutzgebiet (NSG) Hülser Bruch und östlich das 68,9 ha große NSG Egelsberg.

## Bedeutung
Das etwa 32,0 ha große Gebiet wurde im Jahr 2005 unter der Schlüsselnummer KR-008 unter Naturschutz gestellt. Schutzziele sind 
- die Erhaltung eines struktur- und artenreichen Komplexes aus einem großen Stillgewässer, naturnahen Laubwäldern und verschiedenen Feuchtbiotopen als zusammenhängendes, relativ intaktes Ökosystem, als lokal bedeutsamer Lebensraum für wassergebundene und waldbewohnende Pflanzen- und Tierarten, als landschaftsprägendes Element und wichtiges, vernetzendes Bindeglied im Rahmen des lokalen Biotopverbundes,
- die Entwicklung naturnaher alt- und totholzreicher Wälder und
- die Umwandlung von Acker in Grünland.[3]